# Wiep

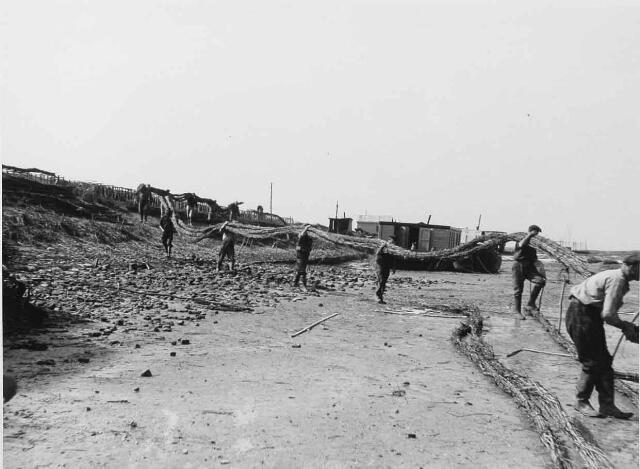
Arbeiders met een wiep

Een wiep is een bundel rijshout, meestal wilgentenen van 15 tot 30 cm doorsnede en een lengte van circa 10 meter. In sommige gevallen worden extra lange wiepen gemaakt, tot 50 m lang. De tenen worden bijeengehouden door er touw omheen te binden. Dit binden kan semi-automatisch gedaan worden met een wiepenmachine. 

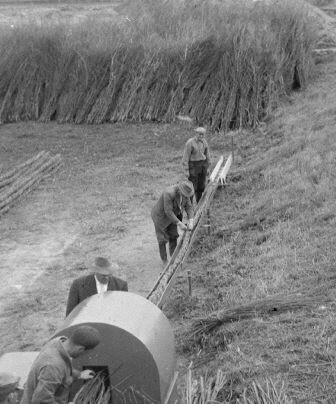
Wiepenmachine

Wiepen worden veelal geprefabriceerd op de winplaats van de wilgentenen en daarna getransporteerd naar de plek waar ze verwerkt worden tot zinkstukken, ter bescherming tegen bodem- en oevererosie van waterlopen. Zinkstukken worden gemaakt door op een geotextiel een rechthoekig raster van wiepen te plaatsen met een tussenliggende afstanden van ongeveer een meter. Bij geprefabriceerde wiepen (tot 10 m) worden bij zinkstukken om voldoende lengte te krijgen de wiepen in elkaars verlengde gelegd met een kleine overlap. Als de wiep bij de zate (= plek waar het zinkstuk gemaakt wordt) wordt gebonden, wordt de wiep direct in dezelfde lengte gemaakt als de maat van het zinkstuk. 